# Tenuipalponychus rosae
Tenuipalponychus rosae är en spindeldjursart som beskrevs av Yusof och Zhang 2003. Tenuipalponychus rosae ingår i släktet Tenuipalponychus och familjen Tetranychidae. Inga underarter finns listade i Catalogue of Life.